# 天音かんな
天音 かんな（あまね かんな、2006年3月10日 - ）は、日本のAV女優。C-more所属。

## 略歴
町工場を経営する父と兄二人という環境で育ち、工業高校を卒業し父の経営する工場で勤務。しかしSNSで目にする華やかなAV女優に憧れを抱き、2025年3月6日、『現役工場女子18歳 天音かんな AV DEBUT』でSODクリエイトからAVデビュー。学生時代や仕事の環境では「女の子」として扱われることがほとんどなかったことも影響したという。

## 人物
- 趣味はゲーム[2]。特技はサイコロでいい目を出せること[2]。仕事では溶接も行う[3]。デビューまでの経験人数は2人[3]。
- カメラマンでライターの神楽坂文人は「スレンダーで8頭身という抜群のプロポーション」と身体的特徴を筆致[5]。AVライターの芝田カズは「手足が長いので、立ちバックやガニ股騎乗位などのダイナミックな体位がとても映えます」、「きゃしゃな体をつかせつつ、潮をまき散らしながらみだらに絶頂する」と身体的特徴を生かした魅力を評価した[5]。

## 作品

### アダルトビデオ
2025年
- 現役工場女子18歳 天音かんな AV DEBUT（3月6日、SODクリエイト）
- 18歳 初体験3本番 工場帰りの平日アフター5にドキドキお迎えドライブ 天音かんな（4月10日、SODクリエイト）
- 絶頂開発 華奢なBODYをガクブル震わせながらジブン史上最高の激イキ！巨根大絶頂 天音かんな（5月8日、SODクリエイト）[6]
- 汗とチンカスまみれの中年労働者チ○ポをおしゃぶり奉仕 くっさいザーメン10発顔面いっぱいに受け止めます！尺八上手な工場女子・かんなちゃん（18） 天音かんな（6月12日、SODクリエイト）[7]
- キスでスイッチが入ると乳首コリコリいじりまくり！本番禁止店のはずが仕事を忘れて紙パンツ越しにイチャイチャ先っぽ挿入しちゃうスレンダー新人メンズエステ嬢 天音かんな（7月10日、SODクリエイト）
- 体液にまみれよがりイク極上のカラダ 汗・潮・涎全ての天音汁を味わい堪能する5CORNER 天音かんな（8月7日、SODクリエイト）[8]
- 工場勤務の陰キャカップルのぼくら 彼女の19歳の誕生日はケーキを買ってお家でしっぽり初めてのお泊りデート いざ脱がせてみるとスレンダー美ボディでド淫乱SEXモンスターだった… 天音かんな（9月11日、SODクリエイト）

### 配信限定動画
- 美人すぎる工場女子のSEX動画 天音かんな（18）（2025年2月18日、SODクリエイト）

### イメージビデオ
- Kanna First Innocence・天音かんな（2025年6月15日、Rebecca）

## 出演

### テレビ
- ケンコバのバコバコナイト（2025年2月28日 - 3月28日、サンテレビ）

### ラジオ
- SODの土曜のお昼からごめんなさい（2025年3月1日、渋谷クロスFM）